# Enneapterygius rhothion
Enneapterygius rhothion es una especie de pez de la familia Tripterygiidae en el orden de los Perciformes.

## Morfología
• Los machos pueden llegar alcanzar los 3,1 cm de longitud total.

## Hábitat
Es un pez de mar  y de clima tropical y asociado a los  arrecifes de coral.

## Distribución geográfica
Se encuentran en Nueva Caledonia y Vanuatu.